# Frank White (Politiker, 1856)

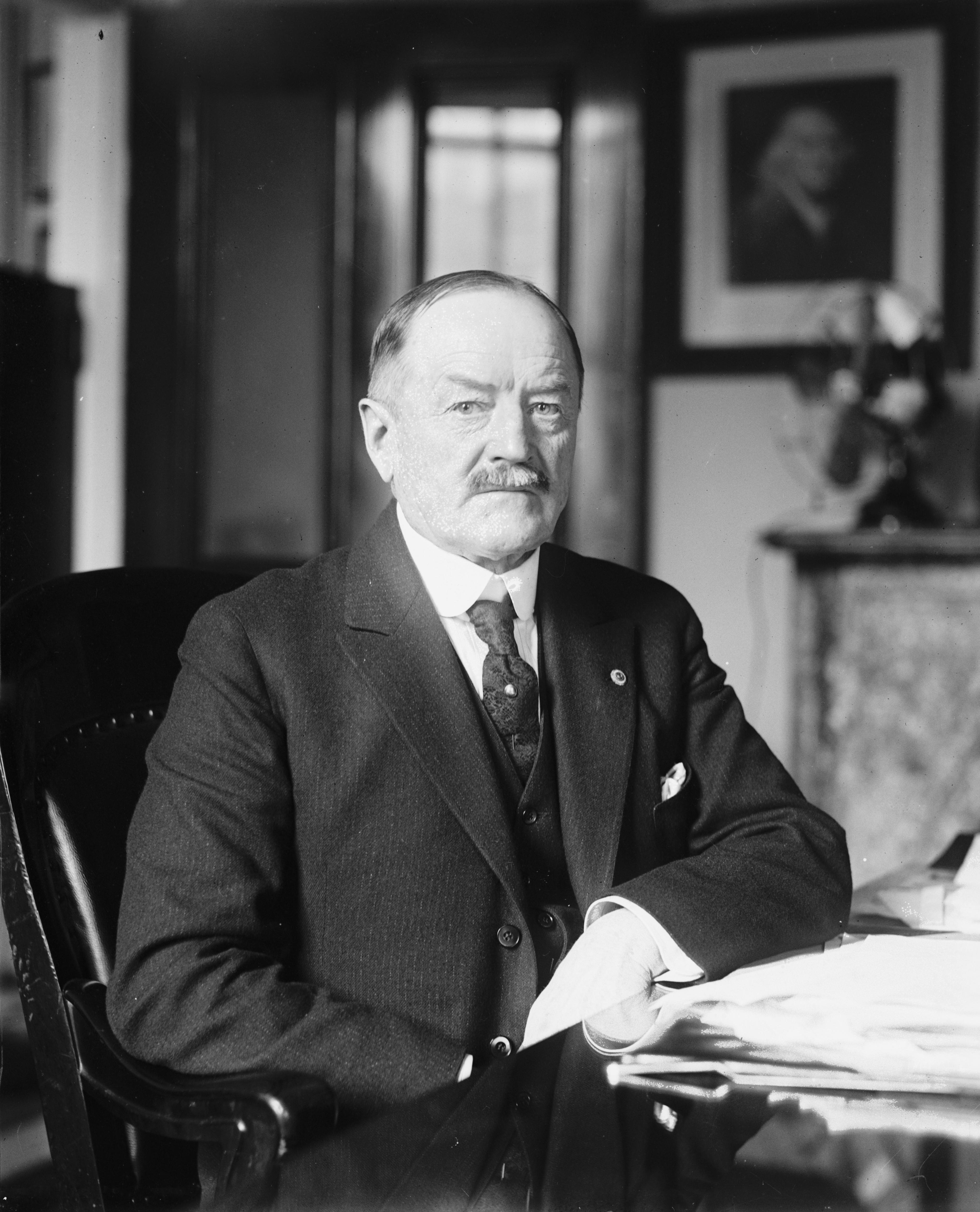
Frank White

Frank White (* 12. Dezember 1856 in Stillman Valley, Ogle County, Illinois; † 23. März 1940 in Washington, D.C.) war ein US-amerikanischer Politiker (Republikanische Partei). Er amtierte von 1901 bis 1905 als achter Gouverneur des Bundesstaates North Dakota sowie zwischen 1921 und 1928 als Treasurer of the United States.

## Frühe Jahre
Frank White studierte nach der Grundschule an der University of Illinois das Ingenieurswesen. Im Jahr 1882 kam White nach Valley City im Dakota-Territorium. Dort kaufte er Land von der Eisenbahn und baute sich eine Farm auf. White wurde Mitglied der Nationalgarde von North Dakota. 1890 wurde er als Republikaner in das Repräsentantenhaus von North Dakota gewählt. Seit 1892 saß er im Staatssenat. Dieses Mandat legte er bei Ausbruch des Spanisch-Amerikanischen Krieges von 1898 nieder, um als Major mit seiner Nationalgarde an den Kämpfen teilzunehmen. Er war unter anderem an der Einnahme von Manila beteiligt. Nach seiner Heimkehr war er sowohl als Farmer, als auch als im Versicherungs- und Immobiliengeschäft tätig. Außerdem blieb er politisch aktiv. Im Jahr 1900 wurde er mit 59 Prozent der Stimmen zum neuen Gouverneur von North Dakota gewählt.

## Gouverneur von North Dakota
White trat sein neues Amt Anfang Januar 1901 an. Nach einer erfolgreichen Wiederwahl konnte er es bis zum Januar 1905 ausüben. Damit war er auch der erste Gouverneur von North Dakota, der zwei Amtszeiten absolvieren konnte. In seiner Amtszeit wurde das Haushaltsdefizit des Landes abgebaut und der Nordflügel des Kapitols fertiggestellt. Außerdem wurde der achte Gerichtsbezirk gegründet. Nach dem Ende seiner zweiten Amtszeit widmete sich White wieder seinen privaten Interessen. Bis 1913 war er Präsident einer Feuerversicherungsgesellschaft. Im Jahr 1914 gründete er eine eigene Firma (Middlewest Trust Company) und war deren Präsident bis zum Eintritt der USA in den Ersten Weltkrieg. Während des Krieges wurde White wieder militärisch aktiv. Als Oberst kam er mit einem Regiment aus North Dakota nach Frankreich, ohne jedoch an der Front eingesetzt zu werden. Nach seiner Rückkehr wurde er wieder Leiter seiner Firma.

## Schatzmeister der USA
Im Jahr 1921 wurde Frank White von US-Präsident Warren G. Harding zum neuen Schatzmeister (Treasurer) der USA ernannt, womit er ein hohes Amt innerhalb des Finanzministeriums bekleidete. In dieser Funktion löste er John Burke ab, der zwischen 1907 und 1913 ebenfalls Gouverneur von North Dakota gewesen war. Frank White behielt sein Amt auch unter Präsident Calvin Coolidge. Im Jahr 1928 trat White als Treasurer zurück, um Präsident der Southern Mortage Guarantee Corporation in Chattanooga (Tennessee) zu werden. White verstarb im März 1940 und wurde mit militärischen Ehren auf dem Nationalfriedhof Arlington beigesetzt. Er war mit Elsie Hadley verheiratet, mit der er einen Sohn hatte.